# Afrojack
Nick Leonardus van de Wall (Spijkenisse; 9 de septiembre de 1987), conocido por su nombre artístico Afrojack, es un DJ, remezclador y productor discográfico neerlandés de ascendencia surinamesa. En 2007 fundó la discográfica Wall Recordings. También es el CEO de LDH Europe. Afrojack aparece regularmente como uno de los diez mejores artistas en el Top 100 DJs publicado anualmente por DJ Magazine.

## Biografía

### Sus inicios
De madre neerlandesa y padre de Surinam a los 5 años comenzó a aprender a tocar el piano, y más tarde, durante sus estudios, dedicó la mayor parte de su tiempo a escuchar todo tipo de música. Más tarde se dirigió a la creación musical electrónica.
A los 11 años, empieza a utilizar el software FruityLoops, ahora llamado FL Studio.
Al graduarse, se orientó hacia la carrera musical, aunque comenzó a trabajar en bares y restaurantes, tras lo cual pronto comenzó a trabajar en el estudio.

### 2006 - presente: Éxito internacional
En 2006 partió a la isla de Creta, en Grecia, para mezclar durante cinco meses en numerosas discotecas y así aprender el arte de DJ. Fue en este momento cuando lanzó su primer sencillo «F*ck Detroit». A su regreso a Surinam, creó muchos temas con la esperanza de distribuirlos en una compañía discográfica. Con la ayuda de Sidney Samson y Laidback Luke, el sello Digidance decidió darle una oportunidad con el sencillo «In Your Face», que llegó al lugar 60.º en el Top 100 neerlandés y 3.º en el Top 30 de dance neerlandés.
Comenzó a evolucionar bajo el seudónimo de Afrojack, decidido a convertirse en un gran DJ y productor. También produce para otros artistas. Sus títulos están respaldados por renombrados DJs como David Guetta, Josh Wink, Dave Clarke, Laidback Luke, Armand Van Helden, Erick E, Sidney Samson, Chuckie, Marco V o DJs nacionales como Benny Rodrigues, Roog y otros.
Ese mismo año, creó su propio sello, Wall Recordings (exclusivamente para los sitios Beatport y Juno). Sus primeros títulos son: "Don't Be", "Proper Introduction" o "Thief".
Su popularidad se vuelve internacional y es considerado un importante productor de música electrónica. Ha colaborado con grandes artistas de la escena electrónica como David Guetta, Diplo, Chuckie, Steve Aoki y NERVO, Pitbull o para el rapero Kid Cudi.
En 2010, produjo un sencillo que tuvo muy buena acogida en las pistas : «Take Over Control», canción realizada junto a la cantante neerlandesa Eva Simons, la cual incluso la dio a conocer David Guetta en una publicación en su página en Facebook.
También en 2010 llegó a ocupar el puesto número 19 en la lista de dj de DJmag y en 2011 alcanzó a posicionarse en el número 7 en dicha encuesta, alcanzando su mejor resultado. En 2012, desciende dos lugares quedando ubicado en la novena posición.

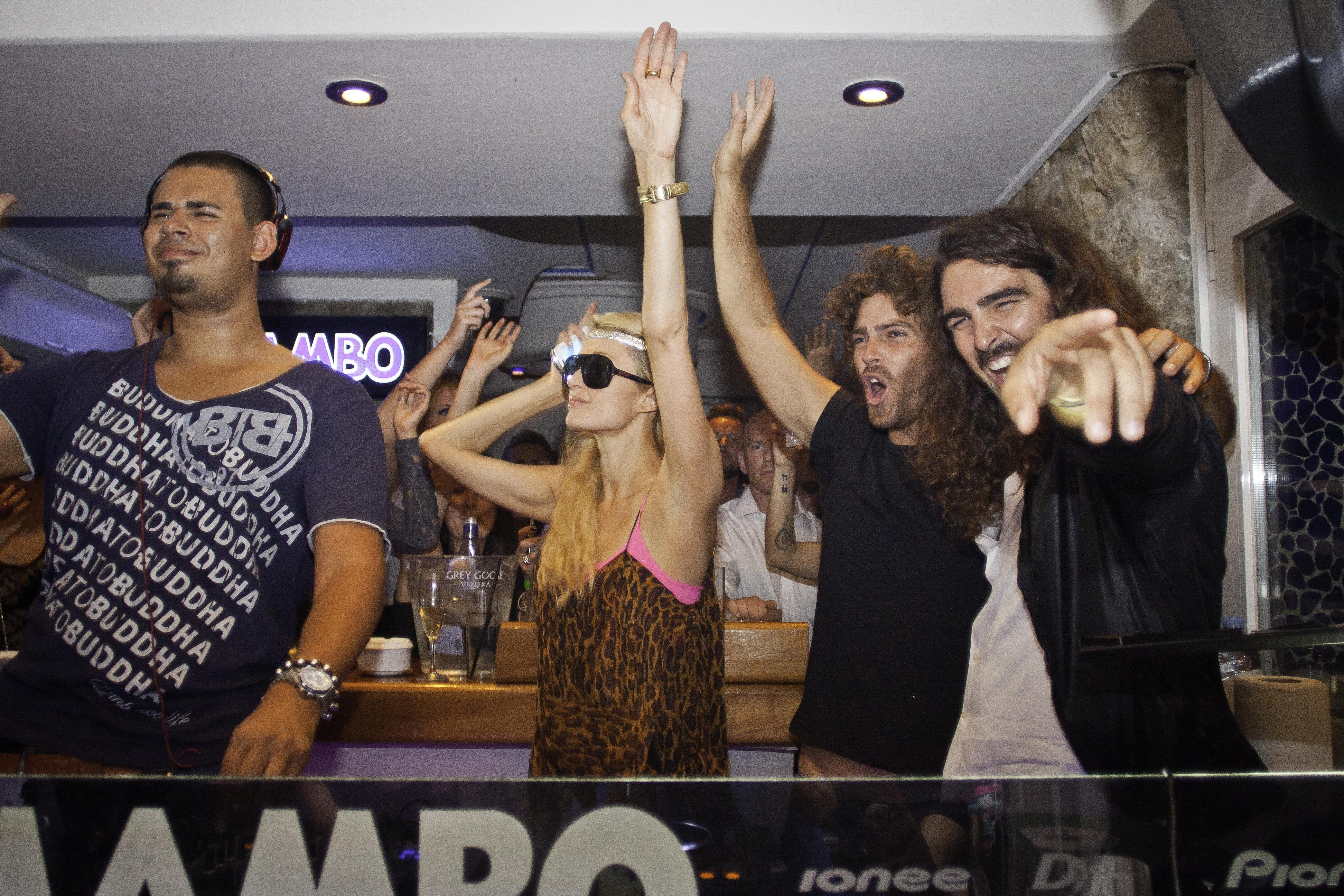
Afrojack (izq) y Paris Hilton en Café Mambo, Ibiza 2011

En 2011 produjo canciones para y con grandes artistas de la escena musical como Pitbull, con quien colaboró en la producción de su dos últimos álbumes, Planet Pit, en el que destaca su trabajo en la canción «Give Me Everything», que ha vendido más de 5 millones de copias en todo el mundo y en Global Warming. Así también con David Guetta, con quien ha producido canciones como «Toyfriend» y «Louder Than Words» incluidos en One Love del 2009 y en el éxito mundial «Titanium», canción que forma parte de Nothing but the Beat de 2011.Otros temas de gran éxito han sido: «Run the World (Girls)» para Beyonce y su remezcla nominado al Grammy para «Collide» de Leona Lewis.
Ha sido galardonado con el Grammy a la Mejor Remix (Madonna, «Revolver») en el año 2011) y Mejor Rap/Hip Hop por su coproducción para Chris Brown en «Look At Me Now». En 2012 lanzó un sencillo con la banda de hermanos neerlandesa Shermanology, «Can't Stop Me» llegando al top 10 en los Países Bajos y logró sonar en las radios de Estados Unidos, mientras que su nuevo tema para clubes underground «Rock The House» encabezó las listas Beatport después de solo tres días, por lo que es uno de los números de más rápido registro.
En 2012 comenzó su gira por América del Norte, "Jacked" con múltiples espectáculos, ofreciendo, antes de embarcarse en el mismo concepto en toda Europa con siete funciones a la semana durante todo el verano. Además de sus propios espectáculos, encabezó tanto EDC Nueva York y Las Vegas con más de 300.000 asistentes, así como la Ultra Music Festival en Miami + Tomorrowland y muchos otros grandes festivales de toda Europa.
Ha estado también en numerosas ciudades europeas y lugares como Opium Barcelona.del que ha sido parte del cartel de WEDJ's durante tres años seguidos.
Su álbum debut titulado Forget the World fue lanzado en mayo de 2014, del que se desprende sencillos como «As Your Friend», «The Spark» y «Ten Feet Tall».
En 2015 colaboró en el sencillo «Hey Mama», coproducido junto a David Guetta, en el que también participan Nicki Minaj y Bebe Rexha. El 27 de julio de 2015 lanzó un nuevo EP titulado NLW EP bajo su nuevo alias NLW. Esto marcó el lanzamiento de su nuevo alias NLW bajo el cual continuaría produciendo más pistas de estilo underground.
En 2016, una de sus canciones, «Braver», apareció en el juego Final Fantasy XV. Apareció en la película documental nominada al Grammy 2016 sobre el DJ y productor estadounidense Steve Aoki, titulada I'll Sleep When I'm Dead.
El 28 de abril de 2017, lanzó «Another Life» otra colaboración con David Guetta, esta vez con las voces de Ester Dean. El 7 de septiembre de 2017, lanzó el sencillo «No Tomorrow» con Belly, O.T. Genasis y Ricky Breaker.
En noviembre de 2017, él y Guetta colaboraron nuevamente en el lanzamiento de «Dirty Sexy Money», con las voces de Charli XCX y French Montana, y coproducida por Skrillex, que fue incluido como bonus track en el álbum de Guetta, 7. En enero de 2018 lanzó una remezcla junto a Guetta del sencillo «Helium» de la australiana Sia.
El 2018 lanzó su EP Press Play, así como One More Day, una nueva colaboración con Jewelz & Sparks, y el sencillo «Bed of Roses» con la colaboración del cantante estadounidense Stanaj. En ese mismo año, el DJ y la cantante italiana Elettra Lamborghini hicieron público su compromiso.

## Ranking DJ Mag
| DJ Mag   | 2010 | 2011 | 2012 | 2013 | 2014 | 2015 | 2016 | 2017 | 2018 | 2019 | 2020 | 2021 | 2022 | 2023 | 2024 |
| -------- | ---- | ---- | ---- | ---- | ---- | ---- | ---- | ---- | ---- | ---- | ---- | ---- | ---- | ---- | ---- |
| Afrojack | 19º  | 7º   | 9º   | 9º   | 12º  | 8º   | 10º  | 8°   | 8°   | 9°   | 7º   | 6°   | 6°   | 7°   | 7°   |

## Ranking 101 DJs 1001 Tracklist
| Productor | 2016 | 2017 | 2018 | 2019 | 2021 | 2022 | 2023 | 2024 |
| --------- | ---- | ---- | ---- | ---- | ---- | ---- | ---- | ---- |
| Afrojack  | 28°  | 23°  | 13°  | 26°  | 78°  | 52°  | 61°  | 87°  |

## Premios y nominaciones
| Año  | Premio             | Categoría                        | Obra nominada                               | Resultado | Referencia |
| ---- | ------------------ | -------------------------------- | ------------------------------------------- | --------- | ---------- |
| 2025 | Premios Lo Nuestro | Colaboración "crossover" del año | «2 the moon» (con Pitbull, Ne-Yo, y Buddha) | Nominados | [ 15 ]     |